# 森特鎮區 (印地安納州拉波特縣)
森特鎮區（英語：Center Township）是位於美國印地安納州拉波特縣的一個行政鎮區。

## 地方資料
根據2010年美國人口普查的數據，森特鎮區的面積為85.40平方千米，當中陸地面積為80.30平方千米，而水域面積為1.10平方千米。當地共有人口25075人，而人口密度為每平方千米293.62人。